# 그린 수소
그린 수소(영어: Green Hydrogen)란 신재생 및 원자력 에너지를 이용해 물을 전기분해하여 얻어지는 수소를 말한다.

## 상세

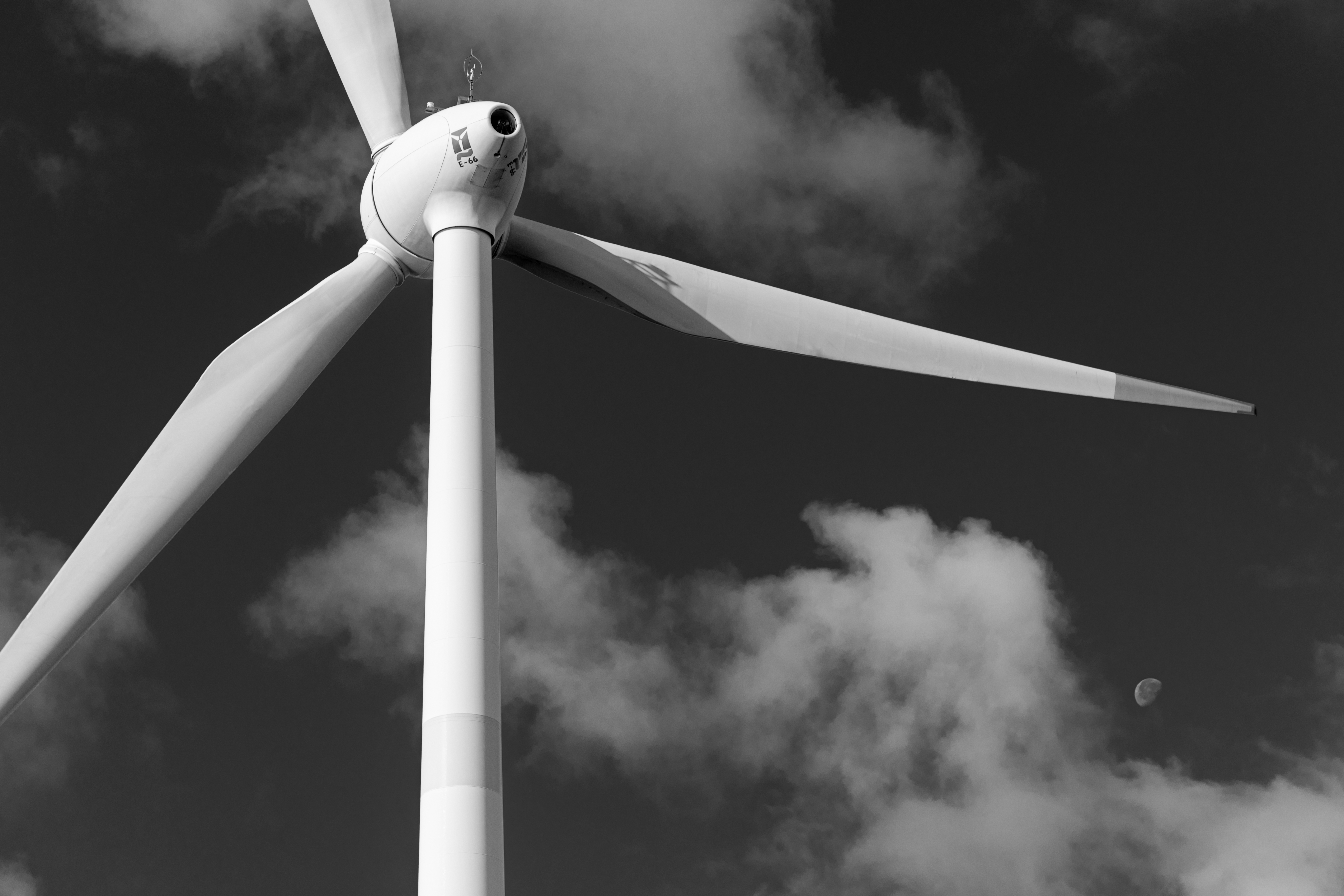
풍력 신재생 에너지

태양광, 풍력 등 신재생 에너지 및 원자력 에너지를 통해 얻은 전력으로 물에 전기에너지를 가해 생산하는 수전해 방식으로 추출한다.
화석연료를 통해 생산되는 브라운 수소, 그레이 수소 등의 경우 생산과정에서 이산화탄소를 배출하지만, 그린 수소의 경우 생산과정에서 이산화탄소 배출이 없다. 즉, 가장 친환경적인 생산방식을 거쳐 생산되는 수소이다.

## 현황

### 유럽
2016년, 수소 원산지 보증제도(CertifHy Guarantee of Origin)를 구축했으며, 이를 통해 수소의 친환경성을 인증하고 있다.

### 대한민국
2020년 10월, 대한민국 정부는 제2회 수소경제위원회가 의결한 수소발전의무화제도(HPS) 도입 계획에서 청정수소 활용을 강조한 청정수소발전의무화제도(CHPS) 도입 계획을 밝혔다. 또한 2021년 3월, 제3회 수소경제위원회를 개최하여 청정수소에 관한 인센티브 및 의무 부여를 위한 기반으로 청정수소 인증제 도입 계획을 의결했다.
2021년 6월, 현대엔지니어링은 포스코, 경상북도, 울진군, 포항공대, 포항산업과학연구원, 한국원자력연구원과 원자력 활용 그린수소 생산 기술개발을 위한 상호업무협약을 체결했다. 고온 수소 생산기술 개발, 고온 수전해 요소 기술 개발, 원자력 활용 고온 수전해 기술개발 및 사업화, 기타 원자력 이용 수소생산 등 협력을 통해 초소형 모듈형 원자로(MMR) 기술 경쟁력 확보와 수소경제 활성화에 기여할 계획이다.

## 해결 과제
- 높은 신재생 에너지 전력의 생산 단가
- 낮은 수전해 설비 전력 생산 효율

## 같이 보기
- 수소
- 화석연료
- 신재생 에너지
- 원자력
- 천연수소